# Personaggi di 666 Satan
Nell'universo immaginario del manga 666 Satan, di Seishi Kishimoto, compaiono molti personaggi immaginari. Essi possono essere divisi in alcune fazioni.

## Squadra degli Orphan

### Jio Freed
- Età: Inizio storia: 13, attuale 17
- Altezza: 145 cm
- Peso: 35 kg
- O-Part: Zero Shiki, Zero Shiki Kai e Zero Shiki Kai R

Il protagonista di questa storia, Jio è un ragazzo con una grande abilità in battaglia, grande fiducia verso i suoi amici e una capacità di perseverare, ma è inoltre ossessionato dai soldi.
Il suo sogno è quello di dominare il mondo. La gente ride spesso di questo suo sogno, considerandolo solo come un sogno da bambini, fino a che non vedono le sue abilità.
Jio ha cominciato la sua vita senza amici, la gente del suo villaggio lo ha costretto con la forza ad abbandonarlo, dopo la morte dei genitori del suo unico amico Jin per la quale è stato incolpato. Successivamente è stato addestrato da un lupo selvaggio, conosciuto come Zero. Tuttavia, dopo avere completato il suo addestramento è stato mandato via da Zero, dandogli così una possibilità di realizzare il suo sogno.
La sua terza amica, Ruby Crescent, è una ragazza alla ricerca del proprio padre. Inizialmente, l'aiuta come guardia del corpo a pagamento. Dopo aver combattuto un uomo che sosteneva di essere Satan, quando in realtà il vero Satan è sigillato all'interno di Jio, il quale, una volta posseduto dal demone, batte facilmente l'uomo. Una volta che Jio riprende coscienza, afferma che seguirà Ruby fino a quando potrà ripagarlo per avergli salvato la vita. Inoltre Jio sostiene (davanti a Ruby) che è soltanto la sua guardia del corpo e niente più, ma Jio vede Ruby come un'amica preziosa e sembra inoltre provare qualcosa per lei.
Dopo che Ruby è diventata sua amica, Jio si apre di più verso gli altri, guadagnando rapidamente più amici e venendo a contatto del signore Wick e della signora Basil, che vede come un padre ed una madre (in quanto non ha mai conosciuto i suoi reali genitori).
A Rock Bird, Jio viene sconfitto da Anna nei preliminari ma gli officianti hanno permesso che avanzasse nel torneo anche lui, grazie al demone al suo interno. Dopo l'ultima battaglia di Jio, Satan comincia a svegliarsi ma Ruby riesce a calmarlo. Il leader di Rock Bird pensa che Ruby sia la “Chiave”, per questo la rapisce. Un infuriato Jio corre alla parte superiore di Rock Bird con Ball per salvarla. Jio trova Ruby sulla parete con il maleficio “Dolore del diavolo” disposto su di lei. Jio sconfigge il capo, che era inoltre un demone, ma non prima che Satan prenda il controllo del ragazzo. Sin spara un laser che induce tutte le anime a lasciare i loro corpi. Affinché Satan sopravviva agli attacchi di Cross, assorbe l'anima di Ruby e Ruby rilascia Jio. Ruby rimane all'interno di Jio per proteggerlo da Satan.
Dopo il salto di tempo di 4 anni, Jio è diventato il capo del villaggio dei Ciclopi, ed installa un commercio, in modo da poter garantire al villaggio di sopravvivere, mostrando la sua abilità con i soldi. Attualmente sta combattendo contro l'organizzazione Zenom insieme al resto della squadra.

#### Relazione con Satan
Jio è il contenitore di Satan, il Demone n. 1, come si può notare dai suoi capelli mezzi bianchi e dall'occhio rosso. Inizialmente, Jio sembra ignaro dell'esistenza di Satan, non sapendo perché la gente nel villaggio lo odiava, mentre in realtà era stato Satan ad uccidere gli abitanti. Durante la storia di Entotsu City, Jio ha un primo "contatto" con Satan nella sua mente e Satan gli assegna il contrassegno di Diavolo, che compare sul palmo della sua mano sinistra, legge il numero "666", disposto a forma di triangolo i cui angoli sono formati dai tre sei. Il contrassegno del Demonio può essere usato come O-Part il cui relativo effetto è assorbire (Assorbimento dello Spirito). Dopo averlo ottenuto, lo usa rapidamente contro Wise Yuri.
Mentre il marchio dà a Jio alcuni effetti assai potenti, inoltre toglie una parte di anima di Jio, dando più e più controllo a Satan. Duran. 10, che riesce a mantenere Satan imprigionato. Una volta che l'angelo è rimosso quattro anni più tardi, Jio sembra poter combattere Satan egli stesso, forse dal potere del pendente di Giada di Ruby collocato nella sua mano, che dimostra la capacità di sopprimere Satan.durante l'arco Rock Bird, Jio perde infine il controllo e Satan prende il sopravvento, fino a costringerlo ad assorbire l'angelo di Ruby

#### Poteri ed abilità
Jio, essendo stato addestrando sia dallo spadaccino leggendario Kirin sia dal lupo Zero, ha uno stile unico, notato da moltissima gente compresi Kirin e Kujaku. Assieme a questo, inoltre ha l'abilità nello sfruttare il campo di battaglia, come mostrato durante la sua sfida contro Anna a Rock Bird. Ciò, insieme al suo O-Part per moltiplicare la sua energia, un pendente con oltre 100 effetti differenti e il potere di Satan, rende a Jio un guerriero formidabile.
Il suo O-Part è un boomerang denominato Zero (di rango C) che più successivamente viene modificato da Kirin in Shin zero (di rango B). l'effetto originale di Zero "Double" (duplicare il potere), ma l'effetto di Shin Zero è il "Triple" (triplicare il potere). Dopo il salto di tempo di 4 anni la sua arma viene di nuovo modificata, questo volta a Zero R, un altro tipo di boomerang che reagisce alla quantità di odio nel cuore di una persona e cambia la sua forma di conseguenza. Lo Zero può essere inoltre utilizzato per amplificare il potere della mano segnata dal 666, potenziando quindi gli effetti che il potere di Satan copia dagli O-Part degli avversari; questo potere è chiamato Devil Summoning. In seguito alla Devil Summoning, gli occhi di Jio diventano entrambi rossi e i capelli tutti bianchi, ma questa tecnica comporta un enorme sforzo per tenere a freno la volontà di Satan.

### Ruby Crescent
Ruby Crescent è una ragazza di 15 anni, ricercatrice di tesori e O-Part. Viaggia per un solo obiettivo, ritrovare suo padre Zect Crescent. Inoltre possiede un misterioso O-Part che non riesce a controllare, un pendente di livello S, con più di 100 effetti.
Incontra per la prima volta Jio Freed nel primo capitolo, dove viene salvata durante l'attacco di un dinosauro gigante. La ragazza dimostra subito di voler diventare amica di Jio Freed, dopodiché lo assume come bodyguard durante il viaggio, dopo scoprirà che il giovane è posseduto da un demone.

### Ball
- Età: Inizio storia: 13, attuale: 17
- Altezza: 150 cm
- Peso: 38 kg
- O-Part: Cool Ball e Tricky Ball

Uno strano ragazzo che si unisce al gruppo di Ruby e Jio dopo gli eventi nella città di Entotsu, in cui viveva con i genitori e la sorella più giovane. Inizialmente, Ball amava fingersi di essere un OPT.
È rimasto assai sorpreso quando Kirin gli ha rivelato che era effettivamente un OPT. Allora ha ricevuto il suo O-Part, denominato Cool Ball (Rango C), dalle sembianze di una sfera, il cui relativo effetto è il magnetismo. Dopo il salto di tempo di 4 anni, lo vediamo con un nuovo O-Part, denominato Tricky (Rango B), che sono versioni più piccole della Cool Ball.Sappiamo che Ball ha un udito sopraffino, e riesce a distinguere note differenti solo sentendole, anche se non sa suonare alcun strumento. A volte riveste un ruolo comico all'interno del gruppo, ed a volte i suoi pensieri pervertiti lo mettono in situazioni di pericolo.
Durante la Saga di Rock Bird, Jio e Ball si sono scontrati faccia a faccia in un duello. Qui veniamo a sapere che Ball si è addestrato giornalmente per essere in grado di raggiungere le abilità in battaglia di Jio. Durante la lotta, Ball sorprende tutti mostrando quanto ha migliorato la sua abilità nell'utilizzare il suo O-Part, e mostra persino una forma di apprendimento nel mezzo della battaglia. Anche se è riuscito a convincere Jio a consideralo seriamente (Jio ha dichiarato che non avrebbe usato il suo O-Part durante lo scontro, ma Ball è risultato essere un avversario pericoloso da costringere Jio a combattere seriamente) e ha mandato a segno alcuni ottimi colpi, Ball ha perso il duello quando Satan si è risvegliato nel corpo di Jio. La sua sconfitta non è stata tuttavia vana, poiché Jio lo ha riconosciuto, alla fine dello scontro, come un degno rivale.
Ha dimostrato ancora una volta il suo potere e la sua abilità come esperto OPT contro uno dei ciclopi più potenti, Tsubame, che aveva attivato il suo terzo occhio, e nonostante questo riesce a vincere. Dopo questo evento si è guadagnato l'affetto di Mei. Nella base della Zenom ha combattuto contro Franken e ha vinto, usando l'effetto magnetico di Tricky.
Anche se non possiede lo stesso livello di forza fisica di Jio, Ball ha dimostrato di essere un combattente dalle buone capacità. Come l'amico, dopo l'addestramento con Kirin i suoi riflessi, la sua resistenza e la sua coscienza sono migliorati notevolmente. Diversamente da Jio, tuttavia, Ball ha sviluppato un talento naturale nel maneggiare il proprio O-Part ed è stato rivelato da Kirin, e da altri, che la capacità di Ball di controllare gli O-Part era molto superiore a molti O.P.T., compreso Jio. In battaglia, Ball sviluppa sempre degli effetti a sorpresa e delle strategie, grazie l'effetto del magnetismo del suo O-Part per imbrogliare i suoi avversari.

### Cross Biancina
- Età: Inizio storia: 15, attuale: 19
- Altezza: 160 cm
- Peso: 47 kg
- O-Part: Justice (5 anelli)

Ex-comandante della nave Shin (Dio), O-Part di rango SS della Repubblica di Stea. Cross viveva da solo con la giovane sorella, Lilly, dopo che i genitori li abbandonarono quando erano ancora piccoli. Fratello e sorella si recavano spesso in chiesa per pregare per il ritorno dei genitori. Un giorno, Jio si recò nel villaggio dove Cross viveva. Il demone all'interno di Jio, Satan, aveva notato che Cross in realtà era l'angelo n. 1-Metatron, l'unico essere che possedeva un potere tale da poterlo sconfiggere. Così ha cancellato l'esistenza del villaggio di Cross, compresa Lilly, che era in realtà una copia dell'angelo n. 10 e la Chiave di Solomone, che avrebbe svegliato in Cross l'angelo al suo interno. Cross è stato testimone della distruzione del suo villaggio e si è reso conto che era stato Satan ad uccidere Lilly. Dopo che il suo villaggio fu distrutto, Cross fu raccolto dalla Repubblica di Stea a bordo della nave Shin, e venne scoperto subito che egli era un O.P.T. Cross è un O.P.T. estremamente potente e per questo è diventato il comandante di Shin. Ha continuato a cercare Satan, e il piano di Satan consisteva nell'assorbire l'odio di Cross e l'enorme potere dopo che egli fosse maturato abbastanza. Tuttavia, quel piano è stato contrastato da Ruby e dal suo pendente di giada, la reale Chiave di Solomone, che ha svegliato Metatron al posto di Lilly ed ha cambiato l'odio nel cuore di Cross in purezza. Il suo O-Part si chiama Justice (rango C), che consiste in cinque anelli.
A partire dall'inizio della seconda serie stava viaggiando con il resto della squadra degli Orphan, mentre li aiutava a cercare Jio. Come per la maggior parte degli altri personaggi dopo il salto di tempo di 4 anni, anche il suo aspetto è notevolmente cambiato, ha cambiato taglio di capelli tenendoli più lunghi e con una treccina a lato, ha preso un aspetto molto femminile dovuto ai suoi vestiti ed alle caratteristiche facciali, tanto che in battaglia è scambiato per una femmina dai nemici; in più, ha imparato a governare i suoi poteri di angelo sia in forma incompleta (ali, aureola e disegni sul corpo) sia in forma completa (Metatron).
Recentemente ha riavuto un contatto con il famoso hacker Ponzu. Ponzu ha rivelato di essere stata innamorata di lui, ma Cross era talmente ossessionato da Satan che l'abbandonò senza dire niente e senza che lei gli confessasse i suoi sentimenti. Cross dopo essere venuto a conoscenza dei suoi sentimenti, ha rimosso i nuclei con Metatron e sembra avere un momento commovente con Ponzu.

### Kirin
Un eremita dai capelli bianchi ed amante dei sottaceti che si annoia facilmente e vive nei pressi della città di Entotsu, famoso per la sua conoscenza circa gli O-Part (sa anche ripararli) e per il suo genio come spadaccino. Suo fratello Kujaku ha affermato che nessuno ha mai potuto ferirlo in battaglia. Malgrado il suo genio, non è un O.P.T. Un ex ufficiale di Stea, che ora è accompagnato dal suo cane Jajamaru. Dopo che Jio, Ruby e Ball hanno lasciato la città di Entotsu, Kirin ha deciso di viaggiare con i tre, perché desiderava fare qualcosa. Ci viene rivelato che il padre di Kirin era membro della tribù dei Ciclopi, e sua madre un'OPT, e in effetti egli è il figlio del fratello più giovane del nonno di Mei. Kirin, diversamente da suo fratello più giovane Kujaku, possiede il terzo occhio sulla fronte caratteristico della tribù dei Ciclopi, che si apre quando è nato, ed è molto raro. La sua arma è una katana. Ampiamente si crede dai fan che egli possa essere lo spirito di Arcaido in una nuova forma dovuto la sua vasta conoscenza circa gli O-Part ed per il fatto che è metà Ciclope metà umano. Sin da bambino è stato addestrato dal padre per diventare uno spadaccino assieme al fratello.
Ogni giorno da quando erano piccoli lui e suo fratello si sfidavano ogni giorno della loro vita. Kirin riusciva tuttavia sempre a battere il fratello, tranne una volta: quando il fratello, Kujaku, lo batté dopo avere ottenuto il potere del demone Adramelech. Dopo ciò Kujaku uccise il padre che, secondo lui, non lo ha mai apprezzato. Ancora da bambino, Kirin ha tentato di recidere il suo terzo occhio di ciclope nel tentativo di essere normale ed arrestare l'odio di suo fratello verso di lui e suo padre. Dal momento che il terzo occhio non può essere distrutto, ha tagliato il suo occhio sinistro, accecandosi e rimanendo con appena due occhi funzionanti (come la gente normale): il suo occhio destro e l'occhio dei ciclopi.
All'interno della base di Zenom combatte e sconfigge Kujaku con l'aiuto di Mei. Dopo lo scontro Kirin lascia la katana del padre a Kujaku, rivelando che loro padre aveva deciso di lasciare in eredità a lui la sua spada, e non a Kirin.

### Amidaba
Soprannominata "Seven-Colored" Amidaba, era un ex ufficiale dell'esercito della Repubblica di Stea. È una O.P.T. ed amica di Jack Crescent e Kirin. Incontra Ruby nelle prigioni della città di Entotsu e l'aiuta nella loro fuga. Inoltre dà una mano nella lotta contro Mekisis e Wise Yuri. Dopo la lotta, consiglia a Jio, Ruby e Ball di andare alle Rovine della Tempesta di Polvere e di cercare un uomo denominato Wick. Attualmente sta viaggiando con Jio dopo il salto di tempo di 4 anni. Sembra avere O-Part incluse nelle sue mani, ma è in grado di usare molti O-Part. Il suo attuale O-Part è Rainbow.

### Mei
Membro della tribù dei Ciclopi, gli abitanti originali del pianeta in cui si svolge 666 Satan. Durante il salto di tempo, e nei primi capitoli della nuova saga, si scopre che è molto legata a Jio tanto che vede le ragazze che parlano con lui come delle avversarie. Considera addirittura Cross un avversario. Questo perché Cross ha, dopo il salto di tempo di 4 anni, delle fattezze molto femminili. Sorprendentemente, lei ed Ruby diventano velocemente amici, malgrado Mei sia invidiosa della sua bellezza e delle attenzioni rivoltegli da Jio. Ha conosciuto Jio molto probabilmente durante il salto di tempo. Si unisce poi al gruppo di Jio ed ora è in viaggio con loro. Il fratello più anziano Tsubame, l'ex capo del villaggio dei Ciclopi, sparì nello stesso periodo in cui Jio entrò nel villaggio dei Ciclopi.
Durante la lotta con Tsubame riesce ad attivare il potere del suo terzo occhio e con l'aiuto di Ball riesce a sconfiggere il fratello. Dopo che Ball combatte con Tsubame, Mei si rende conto che lei ha usato Jio come rimpiazzo per la perdita del fratello, ed ora mostra affetto ed amore per Ball. Recentemente è stato rivelato che il padre di Mei era cugino di Kujaku e di Kirin, facendo di Kirin e Kujaku i suoi cugini di secondo grado. In un recente capitolo rivela che adora i dolci, ed trova il sindaco del suo villaggio, suo nonno, estremamente fastidioso.
All'interno della base di Zenom lei, Kirin e Jajamaru hanno combattuto contro Kujaku. Usando il suo terzo occhio poteva prendere il controllo della katana di Kirin e l'ha aiutato a sferrare il colpo finale.

### Jin
Amico di infanzia di Jio che ha protetto Jio quando gli altri ragazzini lo maltrattavano. Lo stesso giorno in cui Jin a detto a Jio di essere suo amico, Jin ha assistito alla morte dei genitori, uccisi da Jio sotto il controllo di Satan. È diventato estremamente odioso verso Jio ed ha desiderato ucciderlo. Più successivamente è diventato un O.P.T. per noleggio, ed è venuto in contatto di Jio durante una missione. Durante la loro lotta, Satan si risveglia e gli rivela la verità circa la morte dei suoi genitori. Quando Jin ha capito che cosa era realmente accaduto, ha perdonato Jio ed ha salvato la sua vita dal fuoco della vendetta. La sua O-Part è Ashura (rango B) ed il relativo effetto è Flame. Jin ha due attacchi speciali, dati dal suo odio verso Jio: Colonna della Fiamma Nera e Drago Nero della Fiamma. Successivamente, Jin ritorna per prendere parte al torneo di Olympia e durante tale torneo, rivela di non odiare più Jio e stava cercando di salvare Jio da Satan. Inoltre, l'odio che si aveva rifornito le fiamme nere di Ashura è stato sostituito da fiamme blu più potenti.
Dopo il salto di tempo di 4 anni, viene visto viaggiare con Futomomotarou dopo averlo salvato durante la Saga di Rock Bird. I due possono unire i loro attacchi del gas e del fuoco, per generare una grande esplosione. Recentemente è stato rivelato che Jin è in possesso di uno dei nuclei di un demone.
Parteciperà comunque a quella che sarà la "Battaglia Finale" con tutti gli altri.

### Zero
Un lupo solitario che è stato bandito dagli altri lupi perché è un O.P.T. Ha insegnato a Jio tutto ciò che sapeva sulle abilità di sopravvivenza e di combattimento. Odia sia gli esseri umani che i lupi, ma ha sviluppato un'amicizia con Jio, dal momento che hanno avuto un passato simile, entrambi sono evitati dalle rispettive specie. Le sue ossa sono O-Part di rango C ed il loro effetto è Haste, ma usarle causa estremo dolore a Zero. Dopo il salto di tempo di 4 anni, Zero sta viaggiando con Jio. È stato rivelato che lui è l'angelo n. 4-Zadkiel.

### Futomomotaro
Un uomo grasso, che utilizza la Spada Sgombro, incontrato da Jio e dai suoi amici durante la Saga di Rock Bird. Dopo il salto di tempo di 4 anni, viene visto viaggiare con Jin. È il "Marito" di Spika, una delle Quattro Guardie di Zenom. Inoltre ha la capacità di mangiare delle “polpette” ed ottenere caratteristiche animali. È entrato a far parte della squadra dopo essere diventato marito di Spika. Il suo O-Part è la Spada Sgombro.

### Jajamaru
Principalmente usato come elemento comico, Jajamaru è il cane di Kirin ed è inoltre ironicamente un O.P.T. La cosa che lo infastidisce di più è Ball. Dopo il salto di tempo, scopriamo che ha un figlio che è nell'aspetto quasi identico a lui nella prima parte della storia. Ora Jajamaru ha le sembianze di una tigre enorme dai denti a sciabola.

### Jojomaru
Jojomaru è figlio di Jajamaru. Le uniche due differenze fra lui e suo padre sono il ciuffo di peli che cresce in modo differente sulla loro fronte, e, seconda differenza, Jojomaru sembra, a differenza del padre, gradire Ball. È sempre visto vicino a Ball, e ha sostituito suo padre come elemento comico nella serie. In uno dei capitoli più recenti si dimostra utile in battaglia, mostrando a Ball il modo per sconfiggere Franken.

## Repubblica di Stea

### Amaterasu Miko
Amaterasu Miko è la Presidentessa della Repubblica di Stea e principale antagonista della serie. Desidera un mondo in cui lei sia immortale e i pensieri di tutti sono unificati sotto i suoi. Viene vista spesso con una gigantesca tigre bianca, anche se ci viene rivelato che il suo corpo con quello della tigre è soltanto un robot formato da O-Part. In realtà, aveva trasferito la sua coscienza nella nave volante O-Part, Shin. Dopo che la base principale di Stea viene attaccata, Miko/Shin fugge e disperde Stea, assumendo il controllo del corpo di Barisu per formare un gruppo composto da coloro che erano a bordo (Ponzu compresa). Mettendo parte della sua coscienza in Ponzu, ha assunto il controllo del corpo di Baku e ha rubato la seconda metà dell'O-Parte Leggendario quando Jio l'ha presa battuta dalle mani di Jack Crescent. Sull'unire le due parti dell'O-Part Leggendario, il Kaballah ed il Reverse Kaballah si sono fusi, per formare il vero nucleo di Shin, trasformandosi. Continuando ad assorbire tutti gli angeli e demoni presenti, Miko si prepara ad assorbire tutta la vita sul pianeta e per distruggere il pianeta, mirando a realizzare il suo obiettivo di unificazione di tutti i pensieri. Jio è riuscito ad entrare nel cuore di Shin ed ha combattuto contro il corpo spirituale di Miko, infine distruggendolo e cancellando la coscienza di Miko. In seguito, Satan ha preso il controllo di Jio ed ha dichiarato che il mondo era suo.

### Dofuwa Longinus
Un uomo cieco, Dofuwa sembra essere il più fidato dei consiglieri di Miko. Viene inviato da Miko per arrestare Kirin ed Amidaba, ma è stato ucciso da Kirin. Il suo O-Part è Sunrise. Nonostante la sua cecità, l'anziano Opt è un ottimo combattente e riesce a creare inoltre una potentissima luce tale da accecare completamente Amidaba e Kirin durante il suo scontro, abbassandoli dunque al suo livello. Inoltre riesce a lanciare il suo O-part a velocità altissima.

### Mishima Kagesuge
Mishima è il comandante delle operazioni della Repubblica di Stea al Polo Nord (operazioni concernenti il Kaballah e gli Angeli). Ha fuso se stesso con i suoi O-Part. In una delle sue apparizioni più recenti, sembra essersi disilluso dal sogno Miko ed aiuta Jio e i suoi compagni a liberare il corpo di Ruby dal suo alloggiamento di contenimento, anche se può appena essere uno scambio, poiché ha preso l'O-Part Leggendario.

### Tsubame
Tsubame è il fratello di Mei, ed ex-leader del villaggio dei Ciclopi. Era caduto giù da una scogliera mentre combatteva contro alcuni agenti di Zenom ed era stato dato per morto. Successivamente è riapparso brevemente come agente di Stea per arrestare Jio e i suoi compagni, e il potere del terzo occhio lo ha reso alquanto pazzo, tanto da attaccare la propria sorella.
Ha combattuto contro Ball e Mei, ed anche se all'inizio era in netto vantaggio sui due, l'astuzia di Ball combinata con il potere del terzo occhio recentemente attivato di Mei, hanno portato alla sua sconfitta.
Alla fine, Mei ha usato un trucco che gli aveva insegnata lo stesso Tsubame, gli accarezza gentilmentente le orecchie incitandolo a ricordare il loro passato, e di chiudere il suo terzo occhio. Tsubame allora chiede scusa alla sorella e poi si sbriciola in polvere. Prima di trasformarsi in polvere, dice ad alta voce a Ball di prendersi cura di Mei, poiché Ball gli aveva ricordato quanto importante fosse proteggere la propria sorella.

### Ponzu
Ponzu è un hacker leggendario che Cross aveva consultato per ricevere informazioni dettagliate su Satan. Lo ha accompagnato sull'astronave Shin ed ha contribuito a rispondere alle sue domande. Dopo il salto di tempo la ritroviamo ancora sullo Shin, sotto gli ordini di Amaterasu Miko. Ci viene rivelato che ha avuto il diavolo di n. 9i, Lilith impiantato all'interno del suo corpo. "Lilith" ha la capacità di indurre gli altri ad andare in “berserk” quando la guardano negli occhi, e può causare l'instabilità cellulare, che può uccidere chiunque tranne la gente con abilità rigeneratrici. Il suo nucleo, tuttavia, è stato estratto da Cross. Inoltre ci è stato rivelato che era innamorata di Cross ed sembra apparentemente unirsi a lui, Ruby, Futomomotaro e Spika, diventando un membro della Squadra degli Orphan.

## Organizzazione Zenom
Zenom è un'organizzazione criminale fondata da Zect Crescent con lo scopo di radunare tutti i 10 demoni della cabala inversa per poter sovvertire il governo di Stea. L'organizzazione è strutturata secondo una solida gerarchia: al vertice sta il comandante Zenom; di un rango più basso stanno i quattro Guardiani (Kujaku, Franken, Spika e Rock) mentre al di sotto di loro ci sono poi altre tre gerarchie (di cui fanno parte Shuri e Baku della prima, Wise della seconda e l'utilizzatore del mosquito della terza), fino ad arrivare ai soldati semplici, che non vengono mai mostrati ma solo citati. 

### Zect Crescent
Padre di Ruby ed ex-ufficiale dell'esercito della Repubblica di Stea. Ha tradito la Repubblica di Stea ed è diventato un cacciatore di tesori per trovare l'O-Part Leggendario. Risulta essere morto nei documenti ufficiali, ma successivamente scopriamo essere un traditore e il comandante in capo dell'organizzazione Zenom. Zect possiede i nuclei sia del Diavolo n. 5i-Asmodeus sia del Diavolo n. 6i-Belphegor sigillati in lui. Ha dimostrato possedere un grande controllo su entrambi e può liberarli ad ogni percentuale che desidera, ma per usare entrambi deve dividere le loro percentuali, per esempio nel capitolo 73 ha liberato Asmodeus al 70% e Belphegor al 30%. Può inoltre unire i poteri di entrambi per creare attacchi diversi. Inoltre nel capitolo 74 scopriamo che i nuclei hanno un effetto notevole sulla personalità di Zect.

### Quattro Guardiani

#### Kujaku
Fratello gemello più giovane di Kirin ed uno dei Quattro Guardiani dell'organizzazione Zenom. È responsabile del progetto della Reverse Kabbalah che Zenom sta conducendo, e sta cercando i diavoli. È di natura sadico ed invidioso verso l'abilità del fratello nell'usare di usare il terzo occhio dei Ciclopi. È il Diavolo n. 8i-Adramelech. 
Kujaku è un OPT ma non è mai stato visto usare un O-Part, poiché conta solitamente sul potere del demone. Quando era un bambino sia lui che suo fratello erano addestrati dal padre per diventare degli spadaccini, ma Kujaku non riuscì mai a battere Kirin nelle loro sfide abituali, fino a che non venne in possesso di una sfera, nascosta all'interno della tomba della madre, che conteneva il potere di Adramelech e li usò. Dopo che riuscì a battere facilmente Kirin, il padre comprese come Kujaku avesse battuto il fratello, ma successivamente viene ucciso dal figlio.
Dopo il salto di tempo, ha fatto una breve apparizione di fronte a Kaito e Shuri, quando questi avevano raggiunto il Reverse Kabbalah mentre stavano andando a liberare la piccola sorella di Kaito dal suo sigillo all'interno della Kabbalah. Più avanti combatte contro Kirin nelle rovine dello specchio ed attiva la forma completa del suo demone ed usa un'abilità che induce la gente a passare attraverso gli oggetti solidi. Mentre Kirin stava iniziando a scendere sotto terra, ha ordinato a Mei di usare il suo occhio di ciclope per proiettarlo attraverso l'aria. Kirin così ha la sua spada tra i denti per tagliare il corpo del demone di Kujaku. 
In seguito, Kirin ha dato la spada a Kujaku, dicendo che apparteneva a lui e che loro padre lo ha sempre trattato male perché desiderava che Kujaku fosse il migliore. Dopo avere visto che il suo nome era inciso sulla lama della spada, rotture delle tettoie di Kujaku dicendo “Io non sono solo” mentre Kirin se ne andava via. Nel capitolo 75, poiché la squadra degli Orphan stava quasi per essere assorbita da Miko, Kujaku ha utilizzato la spada per effettuare l'ultima tecnica che il padre gli aveva insegnato per tagliare i tentacoli e salvarli. Muore sorridendo in piedi.

### Baku
Capo esecutivo dell'organizzazione Zenom. Baku sembra essere l'agente di maggior fiducia di Jack Crescent e sembra conoscere molto bene la natura del Kaballah. Il suo O-Part si chiama Magma Masks, che gli conferisce la capacità di usare la telepatia e il teletrasporto quando usa le altre due maschere possedute rispettivamente dal figlio e dalla figlia. Dopo il salto di tempo, scopriamo che nel combattimento è un esperto nell'utilizzo di lame e ha la capacità di creare dei duplicati illusori di sé stesso, anche se non si sa se le illusioni siano l'effetto di un'O-Part oppure no. Durante la battaglia di Jio contro Jack Crescent, Baku viene posseduto da Amaterasu Miko per rubare l'altra metà dell'O-Part Leggendario. Dopo che Miko l'ha provocato abbastanza, Jio perfora il corpo di Baku. È attualmente oscuro se Baku sia ancora in vita.

### Wise Yuri
Membro di basso rango dell'organizzazione Zenom. Si è infiltrato nella città di Entotsu per monitorare gli scavi dell'O-Part di Rango S Mekisis. Essendo le sue emozioni instabili, ha una tendenza ad uccidere la gente senza esitazione, persino membri dell'organizzazione Zenom, ed aggiunge un piercing sulla sua lingua per ogni persona che uccide. Le sue O-Part sono due anelli denominati Brothers, ciascuno dei quali ha diversi effetti che funzionano in coppia: Maneggiamento Remoto e teletrasporto. Dopo che Mekisis viene riportato alla luce, Wise ne prende possesso per combattere Jio. Viene sconfitto da Jio ed assorbito da Mekisis.

### Museshi
Capitano di combattimento dell'organizzazione Zenom. Era uno dei molti agenti che stavano attaccando i cittadini di Entotsu City mentre Mekisis stava distruggendo la città. Era il primo vero avversario di Ball in una lotta dopo essere diventato un O.P.T, e Ball stava lottando inizialmente, fino a che non sfruttasse la forte acrofobia di Museshi. Museshi si piega sempre a terra mentre cammina perché pensa che la distanza fra il cielo e la terra sia troppo lontana quando si leva in piedi. Il suo O-Part è Hang.

## Angeli e Demoni

### Angeli
Il progetto segreto della Repubblica di Stea è la Kabbalah del Polo Nord, dove i nuclei degli Angeli sono riuniti. Nel capitolo del manga più recente scopriamo che tutti gli Angeli, tranne quattro (Metatron, Zadkiel, Samael, e Sandalphon), sono già stati inseriti nella Kabbalah.

#### Metatron
Nome: Metatron
Prima apparizione:
Capitolo 51 (trasformazione incompleta)
Capitolo 60 (trasformazione completa)
Numero: 1
Virtù: Corona
Personaggio: Cross
Status: Attivo
Descrizione:
Tredici anni prima dell'inizio della storia, la Repubblica di Stea ottenne l'Angelo più forte, Metatron nella forma di un bambino di due anni, conosciuto poi come Cross. Usando Sandalphon come Chiave di Solomone, la Repubblica di Stea sperava di sviluppare facilmente i poteri dell'Angelo, usando così un falso famigliare per accelerare la trasformazione. Tuttavia, Satan distrugge il clone per evitare che il suo più grande nemico, Metatron, sviluppi il suo potenziale. Alla finale del torneo della città di Rock Bird, Cross si riunisce con Sandalphon (Ruby) e la Chiave di Solomone.
Dopo il salto di 4 anni, liberato dai pensieri di vendetta e dall'odio, i poteri di Metatron sono aumentati vertiginosamente. In un confronto con un altro angelo, Michael, l'Angelo ha dimostrato la capacità di trasformarsi completamente e liberare i “365.000 Burning Eyes” fasci luminosi per annientare il suo avversario.

#### Raziel
Nome: Raziel
Prima apparizione: Capitolo 28
Numero: 2
Virtù: Saggezza
Personaggio: nessuno
Status: Sigillato
Descrizione:
Raziel è stato trovato nel villaggio della tribù di Shama, si è pensato per essere un oggetto santo e perfino è stato proibito avvicinarvisi per generazioni. La conoscenza relativa alla sua esistenza è stata ricordata segretamente nella storia. Raziel assomiglia ad una piccola creatura vivente e può essere progettata dopo un Trilobite.

#### Jophiel
Nome: Jophiel
Prima apparizione: Capitolo 60
Numero: 3
Virtù: Intelletto
Personaggio: nessuno
Status: Sigillato
Descrizione:
La Repubblica di Stea ha raccolto questo Angelo ad un certo punto, durante il salto di tempo di 4 anni.

#### Zadkiel
Nome: Zadkiel
Prima apparizione: Capitolo 71 (trasformazione incompleta)
Numero: 4
Virtù: Misericordia
Personaggio: Zero
Status: Attivo
Descrizione:
Durante la battaglia fra Zero, Jio e Jin contro Rock ed Astaroth, scopriamo che Zero è il nucleo di contenimento dell'Angelo Zadkiel. Zadkiel può generare dei cloni per evitare attacchi altrimenti mortali. Il dolore, tuttavia, è trasferito dal clone all'originale dopo che il clone viene ucciso.

#### Samael
Nome: Samael
Prima apparizione:
Capitolo 71(trasformazione incompleta)
Capitolo 71(trasformazione completa)
Numero: 5
Virtù: Giustizia
Personaggio: Rock
Status: Attivo
Descrizione:
Questo Angelo si trova all'interno del corpo di uno dei Quattro Guardiani dell'Organizzazione Zenom, Rock.

#### Michael
Nome: Michael
Prima apparizione:
Capitolo 30 (clone)
Capitolo 56 (trasformazione incompelta)
Capitolo 59 (trasformazione completa)
Numero: 6
Virtù: Bellezza
Personaggio: Giovane misterioso
Status: Distrutto(clone); Sigillato(originale)
poteri purificazione

#### Hamiel
Nome: Hamiel
Prima apparizione:
Capitolo 29(silhouette)
Capitolo 30 (intero corpo)
Numero: 7
Virtù: Eternità
Personaggio: nessuno
Status: Sigillato
Descrizione:
Si dice che il primo esercito inviato per catturare questo angelo fu completamente distrutto, ed egli fuggì dal relativo alloggiamento di contenimento prima della sottomissione da parte di Mishima. Nient'altro si sa riguardo Hamiel.

#### Raphael
Nome: Raphael
Prima apparizione: Capitolo 60
Numero: 8
Virtù: Gloria
Personaggio: nessuno
Status: Sigillato
Descrizione:
La Repubblica di Stea ha raccolto questo Angelo ad un certo punto, durante il salto di tempo di 4 anni. 

#### Gabriel
Nome: Gabriel
Prima apparizione: Capitolo 60
Numero: 9
Virtù: Fondazione
Personaggio: nessuno
Status: Sigillato
Descrizione:
La Repubblica di Stea ha raccolto questo Angelo ad un certo punto, durante il salto di tempo di 4 anni.

#### Sandalphon
Nome: Sandalphon
Prima apparizione: Capitolo 62 (Trasformazione incompleta)
Numero: 10
Virtù: Regno
Personaggio: Ruby, Lilly(clone)
Status: Ruby: Attivo; Lilly: Distrutto
Descrizione:
Con Metatron, Sandalphon è stato recuperato dalla Repubblica di Stea 13 anni prima dell'inizio della storia. Come Michael, ne è stato generato un clone sotto forma di Lilly, sorella di Cross, come Chiave di Solomone per attivare poteri latenti do Cross. Jio, posseduto da Satan, ha distrutto il clone. Durante il salto di 4 anni, scopriamo che Ruby è ospita al suo interno l'Angelo. Finora, i poteri di Sandalphon includono la capacità di cambiare la forma e la grandezza di un oggetto.

### Demoni
L'obiettivo di Zenom consiste nel catturare tutti i Demoni e inserirli all'interno della Kabbalah Inversa, trovata al Polo Sud.

#### Satan
Nome: Satan
Prima apparizione: Capitolo 1
Numero: 1i
Virtù: Ateismo
Personaggio: Jio Freed
Status: Sigillato
Descrizione:
Satan è annidato all'interno del corpo di Jio, e lo controlla fin da quando il ragazzo era molto piccolo. Il suo potere consiste nella capacità di assorbimento: Satan può infatti assorbire a suo piacimento i poteri del suo avversario. In seguito questo potere verrà dato anche a Jio, tramite il marchio sulla sua mano sinistra. Viene considerato il demone più potente della Kaballah inversa.

#### Belzebub
Nome: Belzebub
Prima apparizione: Capitolo 1
Numero: 2i
Virtù: Ignoranza
Personaggio: Icaros
Status: Sigillato
Descrizione:
È sigillato all'interno di Icaros, signore di Rock Bird, che ne ha il pieno controllo. Possiede diversi poteri: innanzitutto l'interno del suo corpo è costituito da un immenso numero di vermi, capaci di rigenerarlo se subisce danni anche gravi. Inoltre, può controllare i movimenti dell'avversario per un certo periodo.

#### Lucifuge
Nome:Lucifuge
Prima apparizione:
Chapter 33
Capitolo 37 (solo mano)
Capitolo 38 (tutto il corpo)
Numero: 3i
Virtù: Negazione
Personaggio: Yuria
Status: Sigillato
Descrizione:
Yuria ha ottenuto il nucleo che contiene Lucifuge mentre stava giocando tra alcune rovine. Accidentalmente il nucleo del demone si lega al suo braccio sinistro. Ha la capacità di nascondersi in un'altra dimensione, mascherando efficacemente così la propria presenza. Inoltre, qualunque cosa venga distrutta da Lucifuge, essa viene trasferita nell'altra dimensione.

#### Astaroth
Nome: Astaroth
Prima apparizione: Capitolo 70
Numero: 4i
Virtù: Oblio
Personaggio: nessuno
Status: Sigillato (rilasciato per la battaglia)
Descrizione:
Questo demone è stato liberato da Rock per difendere la base di Zenom, e aggancia in un combattimento Jio e Jin. Oltre al relativo corno tagliente, ha la capacità di trasformare (per un piccolo periodo di tempo) un oggetto della natura in qualcos'altro (da terra a gomma o da acqua a fuoco). Inoltre ha la capacità di rigenerare le relative ferite. Mentre combatte con Zero e Jin, il relativo nucleo viene soggiogato da Zero.

#### Asmodeus
Nome: Asmodeus
Prima apparizione: Capitolo 70
Numero: 5i
Virtù: Ferocia
Personaggio: Zect Crescent
Status: Sigillato (rilasciato per la battaglia)
Descrizione:
Viene descritto da Baku mentre parla della natura della Kaballah Inversa. È un demone a tre teste che può vedere il futuro e bruciare qualsiasi cosa voglia. Insieme a Belfagor è sigillato all'interno del corpo di Zect Crescent e detiene il potere dell'oscurità, il che lo rende molto potente, poiché non esistono armi contro l'oscurità (eccetto il potere di Satan).

#### Belfagor
Nome: Belfagor
Prima apparizione: Capitolo 73
Numero: 6i
Virtù: Bruttezza
Personaggio: Zect Crescent
Status: Sigillato (rilasciato per la battaglia)
Descrizione:
È uno dei due demoni contenuti all'interno di Zect. Ha la capacità di creare O-Parts, infatti è proprio Zect ad aver creato ogni singolo O-Parts utilizzato dai suoi sottoposti. Per questo motivo, Zect è anche capace di utilizzare a proprio piacimento ogni singolo effetto di questi O-Parts, ricreandoli all'istante. Usando Belfagor, inoltre Zect è capace di convertire il potere dell'oscurità di Asmodeus in attacchi veri e propri.

#### Baal
Nome: Baal
Prima apparizione: Capitolo 62
Numero:7i
Virtù: Lussuria
Personaggio: Nessuno
Status: Sigillato
Descrizione:
Baal è comparso mentre veniva catturato dai Quattro Guardiani. Ha mostrato il suo potere creando delle nude illusioni del sesso opposto, prima di aver rimosso il relativo nucleo da Kujaku.

#### Adramelech
Nome: Adramelech
Prima apparizione: Capitolo 68 (trasformazione incompleta)
Numero: 8i
Virtù: Avarizia
Personaggio: Kujaku
Status: Nucleo rimosso dal suo ospite
Descrizione:
Kujaku ha scoperto il nucleo che contiene questo demone all'interno della lapide della tomba della madre, e lo ha inserito nel suo braccio destro, guadagnando la forza necessaria per sconfiggere suo fratello Kirin. Oltre alla capacità di attaccare con viticci, ha la capacità scomporre ciò che gli sta intorno a livello molecolare, salvandolo dagli attacchi fisici. Il nucleo viene recuperato da Slim Joker di Zenom.

#### Lilith
Nome:  Lilith
Prima apparizione: Capitolo 64
Numero: 9i
Virtù: Caos
Personaggio: Ponzu
Status: Nucleo rimosso dal suo ospite
Descrizione:
Viene inserito da Stea nel corpo di Ponzu che, sconvolta per la scomparsa di Cross tra le file di Stea, decide di farselo impiantare di propria iniziativa. Ha le sembianze di un demone donna, il cui potere, Gilgamesh, è capace di sconvolgere e governare temporaneamente le menti altrui. Nella sua forma completa, è capace di espellere dal proprio corpo punte acuminate che colpendo il bersaglio, creano instabilità nelle sue molecole, facendogli perdere ogni forma. Viene estratto da Cross dal corpo di Ponzu.

#### Naamah
Nome:  Naamah
Prima apparizione: Capitolo 64
Numero: 10i
Virtù: Materialismo
Personaggio: Balena
Status: Sigillato
Descrizione:
Serve a Zenom per nascondere la propria base. All'interno del suo stomaco vi sono inoltre conservate intere rovine, divorate nel corso degli anni. È possibile dividere il suo interno in 4 sezioni: le rovine delle ali, del suono, degli specchi e del motivo a griglia.

## Altri personaggi

### Shuri
Ex capo esecutivo dell'Organizzazione Zenom. Si è unito all'Organizzazione a causa del suo profondo odio per la Repubblica di Stea, dopo che vide i suoi genitori venire assassinati dai soldati del governo quando era ancora un bambino, ed a causa di questo, si è unito a Zenom per abbattere la Repubblica di Stea. La sua O-Part è Race, e i relativi effetti sono Handling e Ice. Crede che soltanto le cose materiali esistano e che le cose, quali la sensibilità e l'amore, non siano reali, e ha congelato i corpi dei suoi genitori in ghiaccioli come prova della loro esistenza. Dopo aver combattuto contro Jin e la sua O-Part rotta durante la Saga di rock Bird, ha compreso il suo errore e lascia Zenom, e riesce a malapena a fuggire da Kujaku, che aveva provato ad arrestarlo uccidendolo. Dopo il salto di tempo la sua O-Part è stata non solo riparata, ma sembra aver ricevuto un considerevole miglioramento. Viene visto addestrarsi con Kaito ed aiuta quest'ultimo a salvare Yuria da Zenom.

### Yuria
Yuria compare per la prima volta durante il torneo di Olympia. Diversamente da ciò che si può pensare, Yuria non è la sorella di Kaito. Molto probabilmente è un'amica d'infanzia di Kaito o più probabilmente la sua fidanzata. Era il contenitore di Lucifuge, il Demone di n. 3i, fino a poco tempo fa quando Kaito ha usato il potere del suo schiacciante amore per lei, per sottomettere il demone e rimuoverlo dal suo corpo.

### Kaito
Un partecipante del torneo di Olympia, Kaito viene sconfitto da Ball. Yuria (diavolo n. 3i-Lucifuge), viene presa da Zenom per essere inserita nella Reverse Kaballah. Dopo il salto di tempo, Kaito aveva unito le sue forze con Shuri ed i due progettano di salvare Yuria e distruggere Zenom. Kaito è un O.P.T. che usa O-Parts che cambiano il peso. Prima del salto di tempo usava Giant Knife, e dopo il salto di tempo usa Heavy Metal quando Giant Knife è stata distrutta.

### Anna
Una bella e sensuale O.P.T dalle forme prorompenti, che ha partecipato al torneo di Olympia/Rock Bird. Inizialmente, sembra che si sia iscritta al torneo solo per vincere il straordinario premio, ma in realtà si è iscritta al torneo per riconciliarsi con l'uomo che amava, che aveva vinto precedente torneo di Olympia che si era tenuto 4 anni prima. La sua O-Part è Tennyo.

### Spika
Spika si unisce alla Squadra Orphan per diventare schiava (di sua spontanea volontà) di Futomomotaro. Il suo O-Part è a forma di ciondolo bucato e il suo effetto è di materializzare ogni parola che lo attraversa (ad esempio, se fosse la parola "barriera" si formerebbe una barriera).

## I Ciclopi
I Ciclopi sono esseri umanoidi, e gli abitanti originali del pianeta in cui 666 Satan è ambientato. Gli esseri umani normali sono discendenti dei viaggiatori dello spazio. I Ciclopi da lungo tempo si sono nascosti nel loro villaggio, ma ora si stanno aprendo al mondo.
Diversamente dai Ciclopi della mitologia greca, i Ciclopi in 666 Satan hanno due occhi, come la gente comune, ed un marchio sulla fronte. Il marchio si aprirà poi in un occhio soltanto in alcuni Ciclopi, attribuendo loro abilità incredibili. Altre differenze con gli esseri umani sono il colore dei capelli e della pelle: finora tutti i Ciclopi apparsi hanno i capelli bianchi ed una pelle marrone/verdastra. Poiché gli O-Part sono le armi dei viaggiatori dello spazio, non esiste nessun ciclope O.P.T.
Mentre i loro antenati vivevano in una forzata solitudine dal resto del mondo, la nuova generazione non pare essere avversa agli esseri umani, infatti recentemente Jio è stato fatto capo del villaggio ed ha avviato rotte commerciali con gli altri villaggi per rifornimenti e tali. 
Possono esistere incroci tra Umani/Ciclopi, spesso prendendo in eredità caratteristiche da uno dei genitori, avendo abilità di un essere umano o dei Ciclopi. I bambini che nascono da questo incrocio hanno tuttavia un colore della pelle normale. Non molto si conosce circa i rapporti tra Ciclopi/Umani, immaginando che gli umani sono intimoriti dai Ciclopi, probabilmente a causa delle tragedie che seguono dopo che le coppie Umano/Ciclope hanno dei bambini come Arcaido, che ha ucciso 90% della popolazione mondiale dopo la dominazione del mondo, e Kujaku, che ha ucciso il proprio padre, fratello del sindaco del villaggio.